# Paula Milne
Paula Milne (Buckinghamshire, 20 de junho de 1947) é uma roteirista britânica vencedora dos prêmios BAFTA e Emmy. Seus trabalhos na televisão incluem The Politician's Wife (1995), The Virgin Queen (2005) e Small Island (2009).

## Filmografia
Televisão
- 1982: A Sudden Wrench
- 1982: John David
- 1976 - 1979: Coronation Street
- 1980: Juliet Bravo
- 1984: Driving Ambition
- 1990: Die Kinder
- 1994–1995: Chandler & Co
- 1995: The Politician's Wife (Channel 4)
- 1997: The Fragile Heart (Carnival/Channel 4)
- 2006: The Virgin Queen (Série de TV)
- 2009: Small Island (telefilme)
- 2011: The Night Watch (BBC)
- 2012: White Heat (ITVP/BBC)
- 2013: The Politician's Husband (BBC)
- 2013: Second Sight (telefilme)
- 2016: HIM (ITV)
- 2017: The Same Sky (ZDF)

Cinema
- 1995: Mad Love (Touchstone Pictures)
- 1996: Hollow Reed (Scala/Channel 4 Films)
- 2000: I Dreamed of Africa (Paramount)
- 2009: Endgame